# Cueva Joctiul
Cueva Joctiul är en ort i Mexiko.   Den ligger i kommunen Yajalón och delstaten Chiapas, i den sydöstra delen av landet, 800 km öster om huvudstaden Mexico City. Cueva Joctiul ligger 723 meter över havet och antalet invånare är 189.
Terrängen runt Cueva Joctiul är varierad. Runt Cueva Joctiul är det ganska tätbefolkat, med 54 invånare per kvadratkilometer. Närmaste större samhälle är Yajalón, 12,5 km sydväst om Cueva Joctiul. I omgivningarna runt Cueva Joctiul växer i huvudsak städsegrön lövskog.